# Kraftwerk Harbke
Das Kraftwerk Harbke war ein 1909 am Ortsrand der Gemeinde Harbke in Betrieb genommenes Braunkohlekraftwerk im Helmstedter Braunkohlerevier.

## Beschreibung

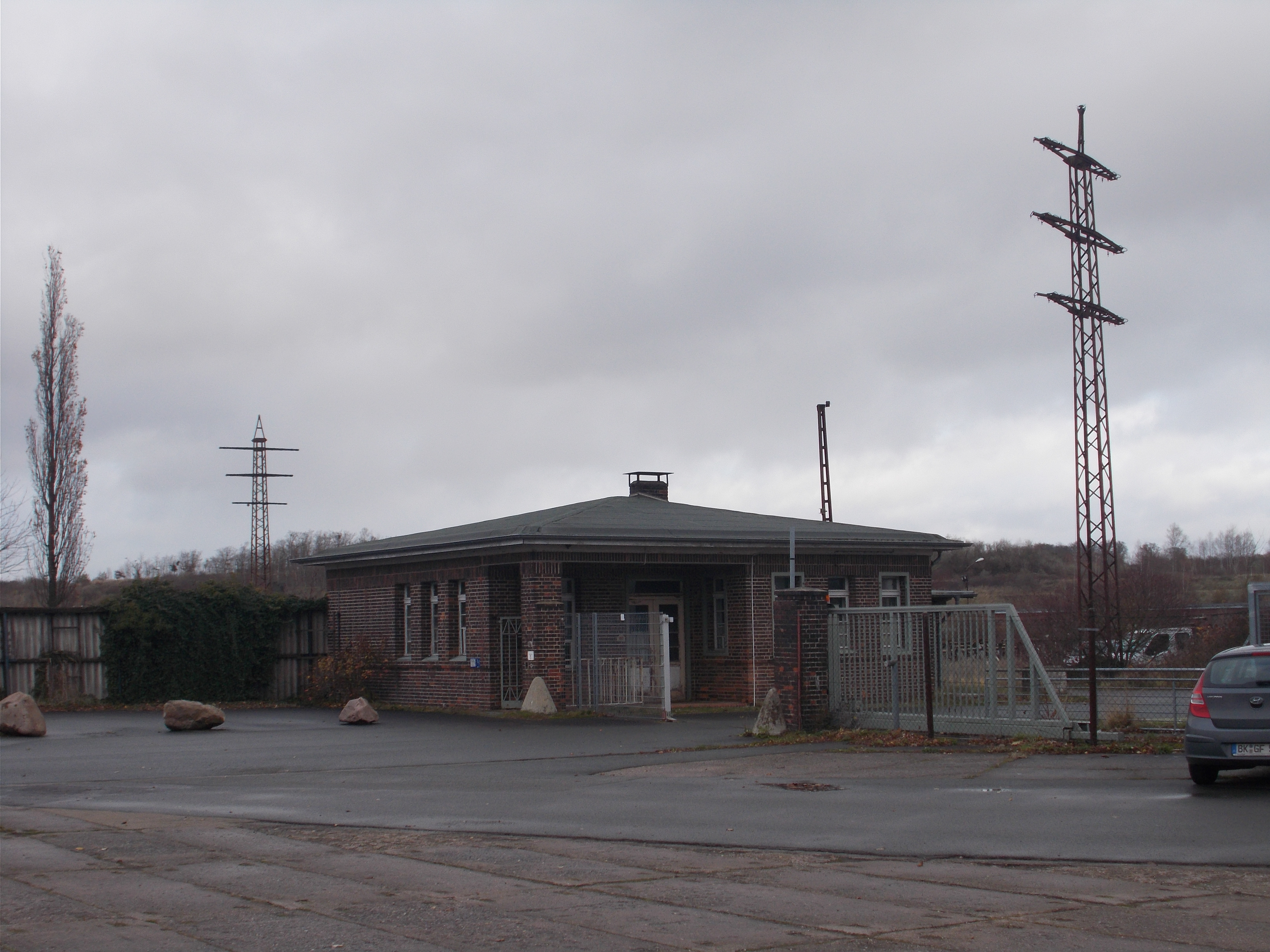
Eingangsbereich des Werkes mit zwei unbenutzten 55-kV-Masten im Hintergrund

Obwohl in Preußen, jedoch unmittelbar an der braunschweigischen Grenze gelegen, betrieben von 1915 bis 1952 die Braunschweigischen Kohlen-Bergwerke (BKB) das Kraftwerk. 
Am Ende des Zweiten Weltkriegs nahm die Ninth United States Army im April 1945 das westelbische Gebiet der preußischen Provinz Magdeburg ein, übergab es aber bald an das britische 229/305 Provinz Military Government Detachment. Die Briten übergaben das Gebiet gemäß dem Zweiten Londoner Protokoll vom 14. November 1944 an die Sowjets. 
Den Briten wurde klar, dass das Kraftwerk Harbke 65 % der Stromversorgung im nordwestdeutschen Teil der Britischen Besatzungszone in Deutschland lieferte. Entsprechend begannen die Briten mit den Sowjets über einen Gebietstausch zu verhandeln, wobei das Kraftwerk Harbke an die Britische Zone und von dieser im Tausch Gebiete an die Sowjetische Besatzungszone in Deutschland kommen sollten. 
Die Sowjets stimmten am 12. Juli 1945 nur zu, dass das Kraftwerk Harbke 75 % seiner Leistung weiter ins Gebiet der britischen Zone liefern würde, wenn an die sowjetische im Gegenzug der Großteil des Landkreises Blankenburg dauerhaft abgetreten und laufend Braunkohle aus dem Abbau im westzonalen Teil des Helmstedter Reviers geliefert würde. Entsprechend betrieben die BKB einstweilen weiter das Kraftwerk. Ende Juli 1945 räumten die Briten die Provinz Magdeburg bis hinter die neu festgelegte Zonengrenze. 
Das Kraftwerk hatte ursprünglich eine Leistung von 2 MW, die 1912 auf 4 MW verdoppelt wurde. 1922 wurde die Leistung der Anlage auf 40 MW, 1936 auf 183,5 MW gesteigert. Die Sowjets reduzierten nach Übernahme Harbkes durch Demontagen die Leistung auf 147,5 MW. Neue Kraftwerke in Niedersachsen erübrigten die Stromversorgung aus und damit die bundesdeutschen Kohlelieferungen nach Sachsen-Anhalt. Im Jahre 1952 verstaatlichte die DDR das Kraftwerk als VEB unter der Bezeichnung Kraftwerk Philipp Müller Harbke. Am 27. Dezember 1990 wurde das Kraftwerk Harbke, das in die 110-kV-, 55-kV- und 15-kV-Ebene einspeiste, stillgelegt.

## Ehemalige Freileitungsanbindungen
Alle vom Umspannwerk des Kraftwerkes wegführenden Stromkreise waren als Freileitungen ausgeführt. In der nachfolgenden Tabelle sind einige der ehemaligen Leitungstrassen aufgelistet.
| Spannung | Zielstation                       | Baujahr | Abriss   | Mastbild                             | Himmelsrichtung | Bemerkungen                                                            |
| -------- | --------------------------------- | ------- | -------- | ------------------------------------ | --------------- | ---------------------------------------------------------------------- |
| 220 kV   | Lehrte-Ahlten                     | 1935    | 1954     | Donaumasten                          | West            |                                                                        |
| 220 kV   | Magdeburg-Diesdorf                | 1938    |          |                                      | Ost             | Teil der Reichssammelschiene, nach 1945 mit 110 kV betrieben           |
| 110 kV   | Helmstedt/Braunschweig            |         | 1954     |                                      | West            |                                                                        |
| 110 kV   | Magdeburg-Diesdorf/Berlin-Spandau |         |          |                                      | Ost             |                                                                        |
| 55 kV    | Magdeburg-Diesdorf                |         |          |                                      | Ost             |                                                                        |
| 55 kV    | Wefersleben/Fallersleben          |         | vor 1954 | Tonnenmasten                         | Nord            | Bis Wefersleben zusammen mit der Leitung nach Salzwedel verlegt        |
| 55 kV    | Wefersleben/Salzwedel             |         |          | Tonnenmasten                         | Nord            | Bis Wefersleben zusammen mit der Leitung nach Fallersleben verlegt     |
| 55 kV    | Crottorf/Nachterstedt             |         | 2009     | Tannenbaummasten mit Erdseiltraverse | Süd             | Masten ausgelegt für 110 kV und damit bis 2009 bis Crottorf in Betrieb |